# Orlić
Orlić est un village situé dans le comitat de Šibenik-Knin, en Croatie. Le village est habité par des Serbes et comptait 341 habitants au recensement de 2001.